# Lise Tréhot

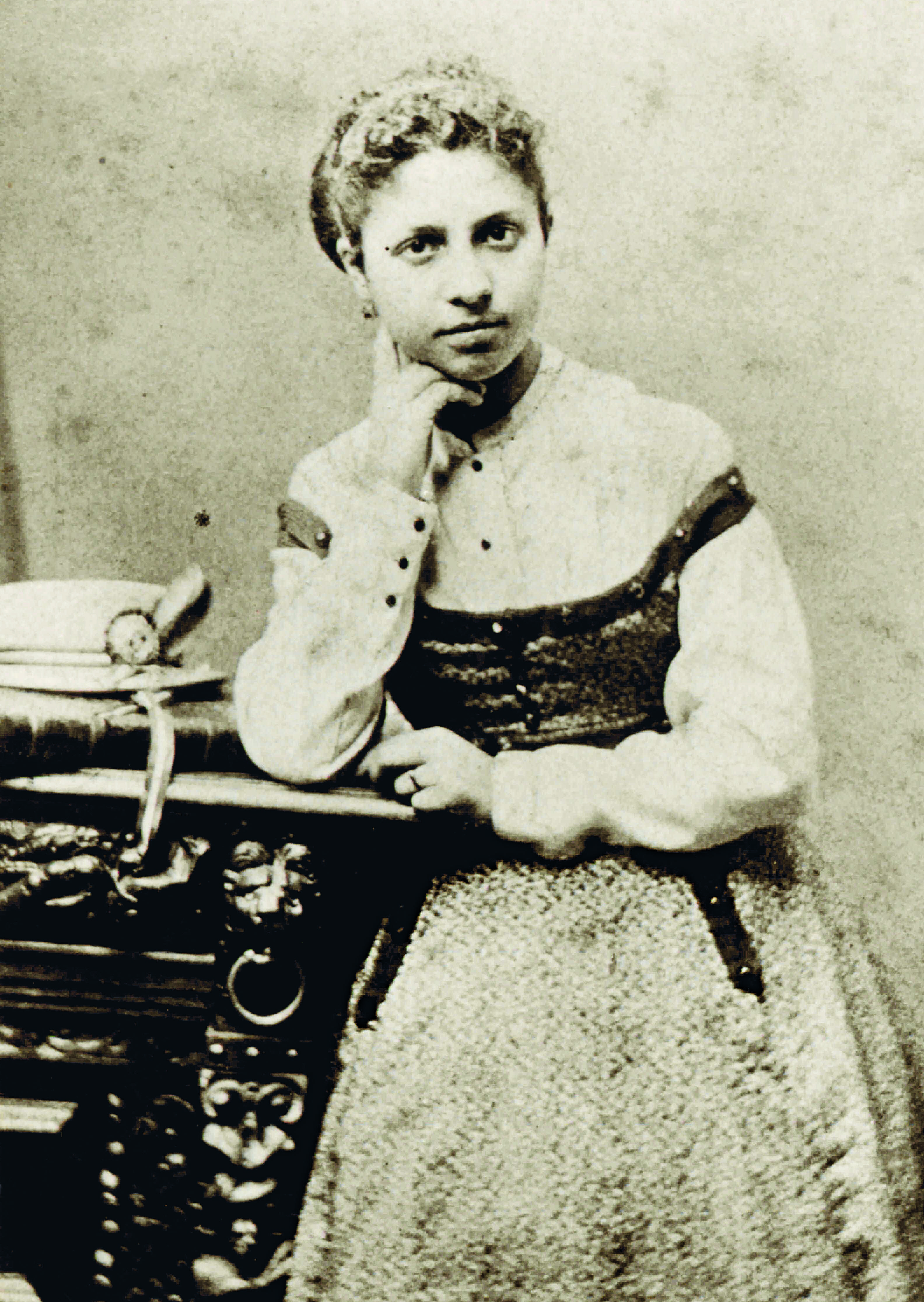
Lise Tréhot, Aufnahme von 1864

Lise Tréhot (geboren am 14. März 1848 in Ecquevilly; gestorben am 12. März 1922 in Paris) war ein französisches Modell und die Geliebte des Malers Pierre-Auguste Renoir.

## Leben
Tréhot kam als Tochter eines Postmeisters und späteren Betreibers eines Tabakladens zur Welt. Sie war von etwa 1865 bis 1872 die Geliebte des Malers Pierre-Auguste Renoir. Kennengelernt hatten sich die beiden vermutlich über ihre Schwester Clémence Tréhot und Renoirs Freund Jules Le Coeur, die ein Verhältnis miteinander hatten.
Lise Tréhot stand Renoir für mehr als 20 Gemälde Modell. Hierzu gehören sämtliche großformatigen Bilder, die er in der gemeinsamen Zeit mit ihr im Salon ausstellte, darunter das dort 1868 gezeigte Ganzfigurbild Lise (heute bekannt als Lise mit dem Sonnenschirm). Der Erfolg dieses Bildes bewog Renoir möglicherweise dazu, weitere Bilder mit Lise Tréhot zu malen. Zum Salon des Jahres 1869 reichte er das Gemälde Im Sommer ein, in dem sie sich in mädchenhafter Pose auf einer Terrasse in einem Sessel ausruht. Darüber hinaus malte Renoir seine Geliebte in sehr unterschiedlichen Rollen. So ist sie mal als Aktfigur zu sehen, in einem anderen Bild stellt sie die Jagdgöttin Diana dar. Weiterhin erscheint sie für das Gemälde Odaliske in einem orientalischen Kostüm und zeigt sich im so genannten Bild Ehepaar Sisley an der Seite des Malers Alfred Sisley in der Rolle einer Ehefrau. Für Renoirs Freund Frédéric Bazille stand Lise Tréhot mindestens bei einem Bild Modell. Im Gemälde La Toilette (Musée Fabre, Montpellier) ist sie neben zwei anderen Frauen als stehende Figur am rechten Bildrand zu sehen.
Nach der Trennung von Renoir heiratete Lise Tréhot im April 1872 den Architekten Georges Brière de l’Isle.  Mit der Hochzeit verabschiedete sie sich vom Leben der Bohème und führte ein bürgerliches Leben. Für Renoir stand sie nie wieder Modell. Sie starb 1922 im Alter von 74 Jahren.

## Lise Tréhot in den Gemälden Renoirs
| Bild | Titel                                               | Jahr      | Sammlung                                          |
| ---- | --------------------------------------------------- | --------- | ------------------------------------------------- |
|      | Lise mit einem Strohhut                             | 1866      | Barnes Foundation, Philadelphia                   |
|      | Stehende junge Frau                                 | 1866      | Privatsammlung                                    |
|      | Sitzende junge Frau auf dem Land                    | 1866      | Privatsammlung                                    |
|      | Stehende Frau neben einem Baum                      | 1866      | National Gallery of Art, Washington, D.C.         |
|      | Frau neben einem Zaun                               | 1866      | National Gallery of Art, Washington, D.C.         |
|      | Frau in einem Park                                  | 1866      | National Gallery of Art, Washington, D.C.         |
|      | Landschaft mit zwei Personen                        | 1866      | Verbleib unbekannt                                |
|      | Lise beim Nähen                                     | 1867–1868 | Dallas Museum of Art, Dallas                      |
|      | Diana als Jägerin                                   | 1867      | National Gallery of Art, Washington, D.C.         |
|      | Porträt von Lise (Lise hält einen Wildblumenstrauß) | 1867      | Privatsammlung                                    |
|      | Lise oder Lise mit dem Sonnenschirm                 | 1867      | Museum Folkwang, Essen                            |
|      | Im Sommer (La Bohémienne)                           | 1867      | Nationalgalerie, Berlin                           |
|      | Frau im Garten                                      | 1868      | Kunstmuseum Basel, Basel                          |
|      | Das Ehepaar Sisley                                  | 1868      | Wallraf-Richartz-Museum & Fondation Corboud, Köln |
|      | Die Nymphe im Fluss                                 | 1869–1870 | National Gallery of Art, Washington, D.C.         |
|      | Badende mit Hündchen                                | 1870      | Museu de Arte de São Paulo, São Paulo             |
|      | Odaliske                                            | 1870      | National Gallery of Art, Washington, D.C.         |
|      | Jeune femme dans une barque (La Barque)             | 1870      | Privatsammlung                                    |
|      | La Promenade                                        | 1870      | J. Paul Getty Museum, Los Angeles                 |
|      | Frau mit Papagei                                    | 1871      | Solomon R. Guggenheim Museum, New York City       |
|      | Lise mit weißem Tuch                                | 1871–1872 | Dallas Museum of Art, Dallas                      |
|      | Femme demi-nue couchée (Liegender Akt)              | 1871–1872 | Musée d’Orsay, Paris                              |
|      | Frau mit Sonnenschirm im Garten                     | 1872      | Privatsammlung                                    |
|      | Pariserin in orientalischem Kostüm                  | 1872      | Nationalmuseum für westliche Kunst, Tokio         |